# 卞皇后 (曹髦)
卞皇后，琅琊郡开阳（今山东临沂）人。曹魏第四任皇帝曹髦的皇后，魏武帝曹操武宣卞皇后弟弟卞秉的曾孙女，祖父卞兰。

## 生平
正元二年（255年）三月，被立为皇后。魏帝曹髦被司馬昭所弒，景元元年（260年），陈留王曹奂即位，她乃逊后位。在位5年。

## 家庭
父親卞隆，为光禄大夫，位特进，封睢阳乡侯。
母亲刘氏，追封顺阳乡君。
繼母王氏为显阳乡君。